# Memphis (Gemahlin des Danaos)
Memphis (altgriechisch Μέμφις Mémphis) ist in der griechischen Mythologie eine der Gemahlinnen des Danaos, des Königs von Libya und Ahnherrn der in der Antike auch Danaer genannten Griechen.
Mit ihm hatte sie die Töchter Kleite, Chrysippe und Sthenele. Während bei den meisten anderen Vermählungen der 50 Töchter des Danaos, der Danaiden, mit den 50 Söhnen des Aigyptos die Paarbildung per Los entschieden wurde, bildete bei den drei Töchtern der Memphis die Namensähnlichkeit die Grundlage für die Wahl des Gatten.